# العلاقات الجيبوتية المولدوفية
العلاقات الجيبوتية المولدوفية هي العلاقات الثنائية التي تجمع بين جيبوتي ومولدوفا.

## مقارنة بين البلدين
هذه مقارنة عامة ومرجعية للدولتين:
| وجه المقارنة                                              | جيبوتي                    | مولدوفا                           |
| --------------------------------------------------------- | ------------------------- | --------------------------------- |
| المساحة (كم2)                                             | 23.20 ألف                 | 33.85 ألف                         |
| عدد السكان (نسمة)                                         | 956.99 ألف                | 2.55 مليون                        |
| الكثافة السكانية (ن./كم²)                                 | 41.25                     | 75.33                             |
| العاصمة                                                   | جيبوتي                    | كيشيناو                           |
| اللغة الرسمية                                             | لغة فرنسية، اللغة العربية | اللغة المولدوفية، اللغة الرومانية |
| العملة                                                    | فرنك جيبوتي               | ليو مولدوفي                       |
| الناتج المحلي الإجمالي (بليون دولار)                      | 1.84 مليار                | 8.13 مليار                        |
| الناتج المحلي الإجمالي (تعادل القوة الشرائية) بليون دولار | 3.10 مليار                | 17.94 مليار                       |
| الناتج المحلي الإجمالي الاسمي للفرد دولار أمريكي          | 1.95 ألف                  | 3.65 ألف                          |
| الناتج المحلي الإجمالي للفرد دولار أمريكي                 | 3.27 ألف                  | 4.98 ألف                          |
| مؤشر التنمية البشرية                                      | 0.470                     | 0.693                             |
| رمز المكالمات الدولي                                      | +253                      | +373                              |
| رمز الإنترنت                                              | .dj                       | .md                               |
| المنطقة الزمنية                                           | ت ع م+03:00               | ت ع م+02:00، ت ع م+03:00          |

## منظمات دولية مشتركة
يشترك البلدان في عضوية مجموعة من المنظمات الدولية، منها:
| علم المنظمة | اسم المنظمة                        | تاريخ انضمام جيبوتي | تاريخ انضمام مولدوفا |
| ----------- | ---------------------------------- | ------------------- | -------------------- |
|             | مؤسسة التنمية الدولية              | 1 أكتوبر 1980       | 14 يونيو 1994        |
|             | يونسكو                             | 31 أغسطس 1989       | 27 مايو 1992         |
|             | وكالة ضمان الاستثمار متعدد الأطراف | 12 يناير 2007       | 9 يونيو 1993         |
|             | الأمم المتحدة                      | 20 سبتمبر 1977      | 2 مارس 1992          |
|             | الاتحاد البريدي العالمي            | ?                   | ?                    |
|             | البنك الدولي للإنشاء والتعمير      | 1 أكتوبر 1980       | 12 أغسطس 1992        |
|             | الاتحاد الدولي للاتصالات           | 22 نوفمبر 1977      | 20 أكتوبر 1992       |
|             | منظمة حظر الأسلحة الكيميائية       | ?                   | ?                    |
|             | مؤسسة التمويل الدولية              | 1 أكتوبر 1980       | 10 مارس 1995         |
|             | منظمة التجارة العالمية             | ?                   | ?                    |
|             | منظمة الشرطة الجنائية الدولية      | ?                   | ?                    |

## وصلات خارجية
- موقع وزارة الخارجية المولدوفية